# دولت نجات ملی لیبی
دولت نجات ملی (عربی: حکومة الإنقاذ الوطنی‎) یک نهاد دولتی بود که توسط سیاستمداران بلوک‌های کنگره ملی عمومی تشکیل شد که در انتخابات ژوئن ۲۰۱۴ در لیبی، شکست خورد. این نهاد توسط خلیفه الغویل، رهبری می‌شد. اصطلاح ائتلاف طلوع لیبی نیز برای اشاره به گروه‌های مسلح و جنبش سیاسی گسترده‌تر حامی این نهاد استفاده شد. دولت نجات ملی، یکی از طرف‌های اصلی در دومین جنگ داخلی لیبی از زمان تشکیل آن در اوت ۲۰۱۴ تا انحلال آن در آوریل ۲۰۱۶ بود.